# Ministère de la Marine marchande
 (janvier 2025).
Le ministère de la Marine marchande était un département ministériel du gouvernement de la République italienne.

## Histoire
L'histoire du ministère de la marine marchande se déroule en plusieurs étapes. Créé en 1861, il a connu d'innombrables transitions de l'administration de la marine marchande italienne d'un ministère à l'autre, au cours des différents gouvernements qui se sont succédé pendant les 85 premières années du royaume d'Italie, avant la création du ministère en 1946.

### La direction générale
Initialement rattachée au ministère de la Marine, en tant que division de la marine marchande et de la santé maritime (Divisione della marina mercantile e della Sanità Marittima), elle devient en 1874 la direction générale de la marine marchande (Direzione generale della marina mercantile), avec des compétences en matière de capitainerie, de personnel maritime, de statistiques sur les navires et les mouvements de navigation, de naufrages, de sauvetage, de délivrance des licences, de construction et de primes de navigation. Curieusement, la réglementation de la navigation en Italie et les services de phares et de feux sont restés sous la tutelle du ministère des Travaux publics.
Il a été affecté au nouveau ministère des transports maritimes et ferroviaires en 1916. L'année suivante, elle reprend la gestion des instituts nautiques, qui relèvent du ministère de l'industrie, du commerce et du travail en 1920.
Avec la constitution du gouvernement Mussolini, un commissaire aux services de la marine marchande est nommé le 19 novembre 1922, en la personne de Costanzo Ciano. Le bureau du commissaire subsiste jusqu'au 30 avril 1924, date à laquelle, avec les réformes De' Stefani, il est placé au sein du ministère des Postes et Télégraphes, qui devient peu après le ministère des Communications, avec l'ancien statut de direction générale de la marine marchande (Direzione Generale della Marina Mercantile - DGMMerc).
En août 1943, il retourne au ministère de la Marine, en tant que sous-secrétaire, au sein du gouvernement Badoglio I. Dans la République sociale italienne, il reste au ministère des communications, en tant que direction générale de la marine marchande, basé à Milan. À la fin de la Seconde Guerre mondiale, ce dernier fait partie du Commissariat civil à la marine marchande de la Haute-Italie.
Le sous-secrétaire chargé de la marine marchande a été confirmé dans les gouvernements Bonomi, Parri et De Gasperi.

### Le ministère
Le 13 juillet 1946, par décret du chef d'État provisoire promu par le gouvernement De Gasperi II, est créé le ministère de la Marine marchande, dirigé par Salvatore Aldisio. En 1947, elle a reçu son propre drapeau, le tricolore italien surmonté de l'emblème de la marine marchande. En 1948, ses services sont organisés :
- la direction générale de la navigation et du trafic maritime
- la direction générale de la navigation,
- l'inspection générale des travaux maritimes et portuaires
- l'inspection générale des capitaineries. Le corps des officiers de port a été placé sous la tutelle du ministère.

Son budget était proche de 1 423 milliards de lires en 1985.
En vertu de la loi no 537 de 1993, avec le gouvernement Ciampi, il a été fusionné avec le ministère des Transports, qui, pour l'occasion, a été rebaptisé ministère des transports et de la navigation, avec effet au 2 janvier 1994. Les fonctions relatives à la protection du milieu marin (par exemple, l'identification et la protection des zones marines protégées d'Italie) sont dévolues au ministère de l'environnement, et celles relatives à la pêche maritime et à l'aquaculture au ministère des ressources agricoles, alimentaires et forestières.
Avec la réforme Bassanini de 1999, le ministère des transports a été fusionné avec le ministère des Travaux publics pour former le ministère des infrastructures et des transports, qui est devenu opérationnel en 2001 sous le gouvernement Berlusconi II. Le gouvernement Prodi II a prévu, par décret-loi, une nouvelle dissociation du ministère: d'un côté le ministère des infrastructures, de l'autre le ministère des transports. Tous deux seront à nouveau fusionnés en 2008, avec le gouvernement Berlusconi IV, pour former le ministère des infrastructures et des transports, qui reprend l'héritage en créant le département des transports, de la navigation, des affaires générales et du personnel - direction générale de la supervision des autorités portuaires, des infrastructures portuaires et des transports maritimes et fluviaux.

## Activités
Outre ses responsabilités en matière de navires, de navigation, de trafic maritime, de domaine maritime, de surveillance, de sécurité et de sauvetage en mer, elle a édicté des règlements sur les travaux maritimes et portuaires. Il supervisait les activités de pêche (uniquement dans les eaux extérieures, pour les eaux intérieures le ministère de l'Agriculture et des Forêts était responsable) et la protection et la défense du milieu marin, intervenant en cas de pollution causée par des accidents, également grâce à l'accord stipulé avec la société Castalia. Enfin, elle dépendait de la capitainerie du port.

## Structure
- Direction générale des affaires générales et du personnel
- Inspection technique
- Direction générale du travail maritime et portuaire
- Direction générale des biens immobiliers de l'État maritime et portuaire
- Direction générale des pêches maritimes
- Comité central pour la sécurité maritime

## Le Haut Conseil
Le Conseil supérieur de la marine marchande a été créé en 1885 par le décret royal no 3596, auprès du ministère de la Marine, en tant qu'organe consultatif. Il était composé de 25 conseillers, le président exerçant un mandat de trois ans.
En 1947, le Conseil de la marine marchande a été réformé.